# Karl Emil Otto Fritsch

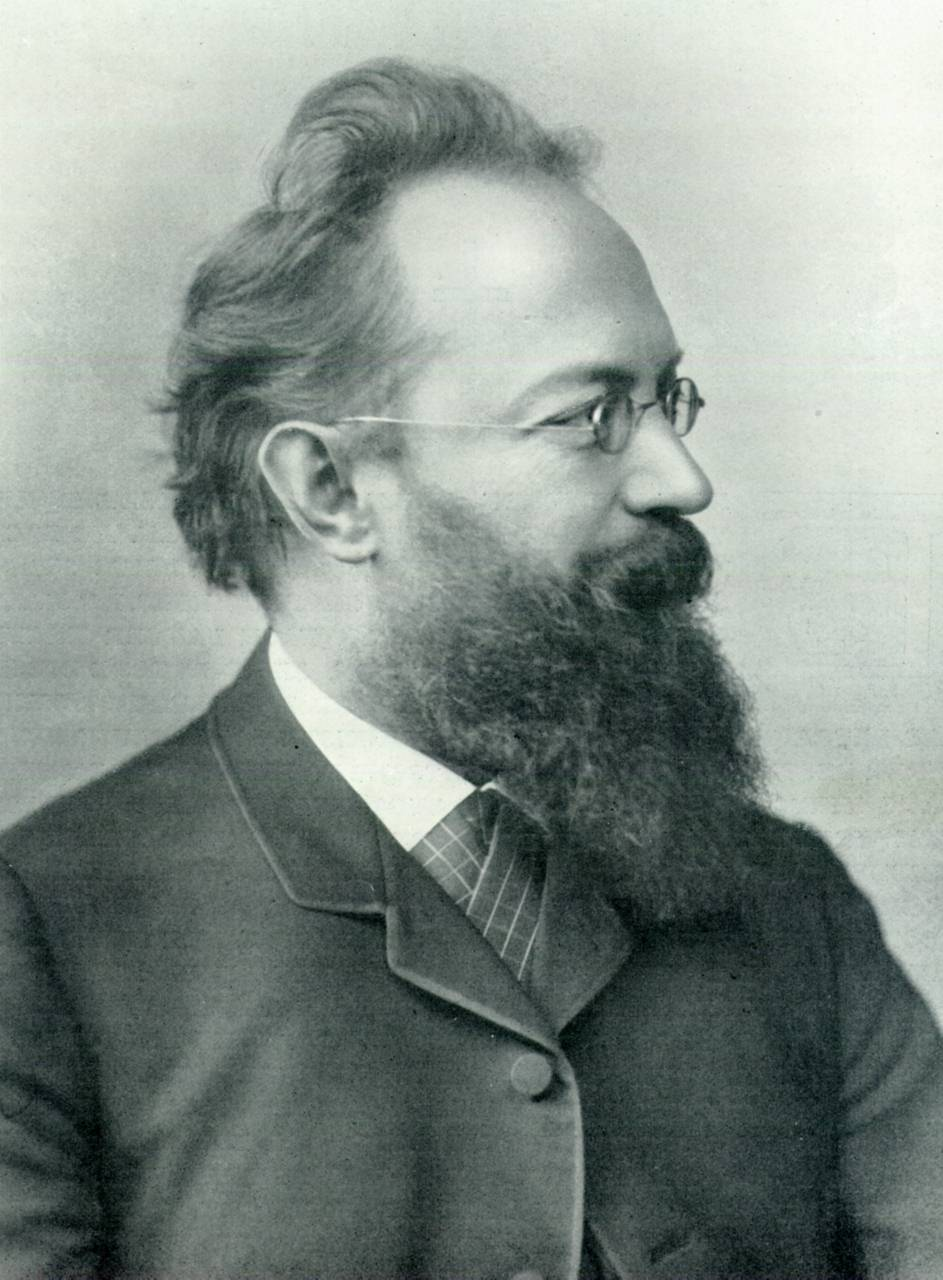
Karl Emil Otto Fritsch, um 1880

Karl Emil Otto Fritsch (* 29. Januar 1838 in Ratibor, Oberschlesien; † 31. August 1915 in Grunewald (bei Berlin)) war ein deutscher Architekt, Redakteur und Sachbuchautor. Er war zudem der Schwiegersohn von Theodor Fontane.

## Leben
Karl Emil Otto Fritsch besuchte das Gymnasium in Glatz und wurde 1855 Schüler  des Bauinspektors Brennhausen in Schweidnitz. Von 1856 bis 1859 besuchte er die Bauakademie in Berlin, wo er das Bauführer-Examen ablegte. Nach zwei Jahren praktischer Tätigkeit in Stettin setzte er von 1861 bis 1863 sein Studium an der Bauakademie fort. Ab April 1863 arbeitete er in Neustettin.
Nach der Rückkehr nach Berlin gründete er zusammen mit Freunden die Deutsche Bauzeitung, deren Herausgabe er auch 34 Jahre bis zum Jahr 1900 leitete.
Fritsch war daneben Mitherausgeber der Buchreihe Berlin und seine Bauten. 1893 erschien sein Buch Der Kirchenbau des Protestantismus von der Reformation bis zur Gegenwart. Seinen Publikationen hatte er schließlich die Ehrendoktorwürde der Technischen Hochschule Dresden und eine Professur zu verdanken.
In erster Ehe war Fritsch seit 1868 mit Klara Köhne verheiratet, mit der er zwei Töchter hatte. Nach ihrem Tod 1877 heiratete er 1882 die Halbschwester seiner ersten Frau, Anna Köhne (* 1858). In dieser Zeit machte er auch die Bekanntschaft der Familie Fontane. Anna Fritsch sollte Theodor Fontane zur Figur der Käthe Sellenthin in Irrungen, Wirrungen inspirieren; auch Effi Briest trägt Züge Annas. Nach einem Zerwürfnis mit ihrem Mann wollte Anna sich 1895 von ihm scheiden lassen; sie erkrankte jedoch schwer, ehe dieser Plan in die Tat umgesetzt werden konnte, und starb im November 1897 an Krebs. Angeblich gab sie vor ihrem Tod noch dem Wunsch Ausdruck, Fritsch möge Fontanes Tochter Martha Fontane heiraten, was dann 1899 geschah (Vier Tage vor dem Tod ihres Vaters verlobte sich Martha „Mete“ Fontane am 16. September 1898 mit dem 22 Jahre älteren Fritsch. mit dem sie bereits Januar 1898 inoffiziell verlobt war). Nach ihrer Hochzeit zogen Martha und Otto Fritsch zunächst in eine Wohnung in der Potsdamer Straße, und nach dem Tod von Martha Fontanes Mutter 1902 nach Waren an der Großen Müritz in die Villa „Meta“. Im Jahr 1904 gab Fritsch die „Familienbriefe“ seiner Frau heraus.
Otto Fritsch starb 1915 in seiner Villa in der Schleinitzstraße 3 in Grunewald, seine Ehefrau starb zwei Jahre später.

## Schriften
- Denkmaeler deutscher Renaissance: 300 Tafeln mit erlaeuterndem Text. Berlin 1891.
- Der Kirchenbau des Protestantismus von der Reformation bis zur Gegenwart. Berlin 1893 (archive.org).
- Das Heidelberger Schloß. In: Die Gartenlaube. Heft 8, 1883, S. 128–132 (Volltext [Wikisource]).